# Afromorgus omacanthus
Afromorgus omacanthus är en skalbaggsart som beskrevs av Edgar von Harold 1872. Afromorgus omacanthus ingår i släktet Afromorgus och familjen knotbaggar. Inga underarter finns listade i Catalogue of Life.